# Tatjana Anisimowa
Tatjana Michajłowna Anisimowa (ros. Татьяна Михайловна Анисимова, z domu Połubojarowa, ros. Полубоярова; ur. 19 października 1949 w Groznym) – rosyjska lekkoatletka reprezentująca Związek Socjalistycznych Republik Radzieckich, płotkarka, wicemistrzyni olimpijska z 1976.

## Kariera sportowa
Zajęła 8. miejsce w biegu na 100 metrów przez płotki na mistrzostwach Europy w 1971 w Helsinkach. Odpadła w półfinale biegu na 50 metrów przez płotki podczas halowych mistrzostw Europy w 1972 w Grenoble. Na mistrzostwach Europy w 1974 w Rzymie zajęła 6. miejsce w finale biegu na 100 metrów przez płotki.
Zdobyła brązowy medal w biegu na 60 metrów przez płotki na halowych mistrzostwach Europy w 1975 w Katowicach, przegrywając jedynie z Grażyną Rabsztyn z Polski i Annelie Ehrhardt z NRD. Na uniwersjadzie w 1975 w Rzymie zdobyła brązowy medal w biegu na 100 m przez płotki.
Na igrzyskach olimpijskich w 1976 w Montrealu zdobyła srebrny medal w biegu na 100 metrów przez płotki, za Johanną Schaller z Niemieckiej Republiki Demokratycznej, a przed swą rodaczką Natalją Lebiediewą. Zdobyła również srebrny medal na tym dystansie na uniwersjadzie w 1977 w Sofii, za Grażyną Rabsztyn. Zajęła 4. miejsce w biegu na 60 m przez płotki na halowych mistrzostwach Europy w 1978 w Mediolanie.
Zdobyła srebrny medal w biegu na 100 m przez płotki na mistrzostwach Europy w 1978 w Pradze, ponownie za Johanną Schaller, noszącą już nazwisko Klier, a przed Gudrun Berend z NRD. Zajęła 5. miejsce w biegu na 60 m przez płotki na halowych mistrzostwach Europy w 1979 w Wiedniu. Na igrzyskach olimpijskich w 1980 w Moskwie awansowała do półfinału biegu na 100 metrów przez płotki, ale w nim nie wystąpiła wskutek kontuzji.
Na halowych mistrzostwach Europy w 1981 w Grenoble zdobyła brązowy medal w biegu na 50 metrów przez płotki, za Zofią Bielczyk z Polski i swą koleżanką z reprezentacji ZSRR Mariją Kiemienczeży. Zwyciężyła w biegu na 100 metrów przez płotki w zawodach pucharu świata w 1981 w Rzymie. Na mistrzostwach Europy w 1982 w Atenach zajęła 7. miejsce w biegu na 100 metrów przez płotki oraz 5. miejsce w sztafecie 4 × 100 metrów.
Anisimowa była mistrzynią ZSRR w biegu na 100 m przez płotki w 1972 (razem z Lią Chytriną), 1976, 1979 i 1980, a w hali w biegu na 60 m przez płotki w 1978, 1979 i 1981 oraz w biegu na 100 m przez płotki w 1978.
Czterokrotnie ustanawiała rekordy ZSRR w biegu na 100 metrów przez płotki (do 12,67 2 września 1978 w Pradze), a raz w sztafecie 4 × 100 metrów (42,29 s 4 sierpnia 1979 w Turynie).

## Rekordy życiowe
Rekordy życiowe Anisimowej:
| Konkurencja                     | Data i miejsce         | Wynik   |
| ------------------------------- | ---------------------- | ------- |
| bieg na 200 metrów              | 24 czerwca 1979, Lipsk | 22,84 s |
| bieg na 100 metrów przez płotki | 2 września 1978, Praga | 12,67 s |